# Omeobox
Una regione omeobox (dall'inglese: homeobox, tradotto regione conservata) è una sequenza di DNA che dirige i geni coinvolti nella regolazione delle procedure di sviluppo (morfogenesi) negli animali, funghi e piante.

## Scoperta
I geni homeobox vennero scoperti indipendentemente nel 1983 da Ernst Hafen, Michael Levine e William McGinnis, che lavoravano nel laboratorio di Walter Jakob Gehring nella Università di Basilea in Svizzera, e da Matthew P. Scott e Amy Weiner, che lavoravano con Thomas Kaufman nella Indiana University di Bloomington.

## Struttura
Una sequenza genica di un omeobox è lunga circa 180 paia di basi. Codifica per un dominio proteico (denominato "omeodominio") che quando viene espresso può legarsi al DNA, per agire da regolatore dell'espressione genica; alcuni geni vengono trascritti soltanto durante lo sviluppo embrionale, alcuni soltanto in alcuni tipi di cellule, ecc. Ad esempio il gene per l'emoglobina viene trascritto soltanto nei reticolociti, che sono i precursori dei globuli rossi. La sequenza di lettere che segue mostra la catena di 60 aminoacidi che secondo la maggioranza dei genetisti corrisponde al "homeobox domain".
```
RRRKRTA-YTRYQLLE-LEKEFLF-NRYLTRRRRIELAHSL-NLTERHIKIWFQN-RRMK-WKKEN
```

I geni contenenti un omeodominio codificano per fattori di trascrizione che tipicamente attivano cascate di altri geni. L'omeodominio lega il DNA a livello di sequenze specifiche. Comunque, la specificità di una singola proteina dell'omeodominio non è di solito sufficiente per riconoscere specificamente i geni bersaglio desiderati. Nella maggior parte dei casi, le proteine contenenti un omeodominio agiscono nella regione del promotore dei loro geni bersaglio, formando complessi con altri fattori di trascrizione che hanno una specificità per il bersaglio molto maggiore rispetto al singolo fattore di trascrizione. Le proteine di tipo "homeobox" sono codificate sia da geni del cluster dei geni Hox che da altri geni collocati in altre parti del genoma.

## Geni Hox
Sono essenzialmente geni degli eumetazoi che determinano l'identità delle regioni embrionali lungo l'asse antero-posteriore. Il primo gene Hox dei vertebrati venne isolato nel genere Xenopus da Eddy De Robertis e dai suoi colleghi nel 1984, dando avvio alla giovane branca della biologia: la biologia evolutiva dello sviluppo (abbreviata come Evo-devo in inglese).
Nei vertebrati, i quattro cluster paraloghi sono parzialmente ridondanti nella loro funzione, ma hanno anche acquisito diverse funzioni derivate. In particolare, i geni HoxA e HoxD specificano per l'identità del segmento (ad es. braccio, avambraccio, carpo, metacarpo, ecc.) lungo l'asse dell'arto.
Il principale interesse in questo insieme di geni deriva dal loro comportamento unico. Si trovano tipicamente in un cluster organizzato. L'ordine lineare dei geni all'interno di un cluster correla direttamente all'ordine delle regioni sulle quali esse influiscono come correlano anche alla sequenza cronologica durante lo sviluppo embrionale quando vengono attivati. Questo fenomeno si chiama co-linearità. A causa di questa relazione lineare, qualsiasi cambiamento nel cluster genico dovuto a mutazioni generalmente risulta in cambiamenti simili nelle regioni che essi affettano.

Espressione dei geni Omeobox nella Drosophila melanogaster (moscerino della frutta).

Ad esempio, quando un gene viene perduto il segmento si sviluppa dando luogo ad un segmento con le proprietà di uno più anteriore, mentre una mutazione che porti ad avere un segmento ulteriore causa che il segmento si sviluppi come uno più posteriore. Questo fenomeno viene chiamato ectopia. Esempi famosi sono i geni Antennapedia e Bithorax della Drosofila, che possono portare allo sviluppo di zampe sulla testa al posto delle antenne e rispettivamente allo sviluppo di un torace duplicato in cui sono presenti due paia di ali (quindi il moscerino della frutta in totale avrà 4 ali invece di 2).
Esiste evidenza di biologia molecolare evolutiva che mostra che un numero limitato di geni Hox esistessero nel phylum Cnidaria già prima della comparsa dei veri animali eumetazoi del ramo Bilatera, dimostrando che si tratta di geni pre-paleozoici. Esaminando in dettaglio le sequenze dei 60 amminoacidi che costituiscono l'omeodominio in molti e diversi tipi di animali si è scoperto, ad esempio, che dei 60 amminoacidi 59 erano identici nelle proteine del topo e della rana. Le linee evolutive che hanno portato ai moscerini ed ai topi si sono separate prima dell'esplosione della vita nel Cambriano, oltre 500 milioni di anni fa: l'importanza dei geni Hox è così determinante che sono stati conservati intatti dall'evoluzione per tutto questo lasso di tempo.

## Diversità
I geni dell'omeobox vennero identificati per la prima volta nel moscerino della frutta Drosophila melanogaster e in seguito sono stati localizzati in molte altre specie, da insetti a rettili fino ai mammiferi.
All'inizio i geni Hox dell'omeobox vennero identificati soltanto negli eumetazoi bilaterali, ma più recentemente si è visto che anche negli cnidari è presente il dominio dell'omeobox e l'"anello mancante" nell'evoluzione tra i due è stato identificato.
I geni dell'omeobox sono stati trovati nei funghi, ad esempio nei lieviti unicellullari, e nelle piante.

### Piante
I ben noti geni omeotici delle piante (geni MADS-box) non sono omologhi ai geni Hox degli animali. Piante e animali non condividono gli stessi geni omeotici, e questo suggerisce che i geni omeotici del regno vegetale sorsero indipendentemente nella parte più recente dell'evoluzione degli animali e delle piante.

### Geni umani
Gli esseri umani generalmente contengono i geni Hox in quattro cluster genetici:
| nome                                  | cromosoma    | gene                                                                           |
| HOXA (noto a volte come HOX1) - HOXA@ | cromosoma 7  | HOXA1, HOXA2, HOXA3, HOXA4, HOXA5, HOXA6, HOXA7, HOXA9, HOXA10, HOXA11, HOXA13 |
| HOXB - HOXB@                          | cromosoma 17 | HOXB1, HOXB2, HOXB3, HOXB4, HOXB5, HOXB6, HOXB7, HOXB8, HOXB9, HOXB13          |
| HOXC - HOXC@                          | cromosoma 12 | HOXC4, HOXC5, HOXC6, HOXC8, HOXC9, HOXC10, HOXC11, HOXC12, HOXC13              |
| HOXD - HOXD@                          | cromosoma 2  | HOXD1, HOXD3, HOXD4, HOXD8, HOXD9, HOXD10, HOXD11, HOXD12, HOXD13              |

Esiste anche una famiglia di omeobox meno distale ("distal-less homeobox"): DLX1, DLX2, DLX3, DLX4, DLX5 e DLX6.
"HESX homeobox 1" è noto anche come HESX1.
Il gene homeobox per la bassa statura (Short stature homeobox gene) è noto anche come gene SHOX.
Proteine umane addizionali che contengono questo dominio in base alla annotazione UniProt:
- ADNP; ALX3; ALX4; ARGFX; ARX
- BAPX1; BARHL1; BARHL2; BARX1; BARX2; CART1
- CDX1; CDX2; CDX4; CRX; CUTL1; CUTL2
- DBX1; DBX2; DLX1; DLX2; DLX3; DLX4; DLX5; DLX6; DMBX1; DPRX; DRGX; DUX1; DUX2; DUX3; DUX4; DUX4c; DUX5; DUXA
- EMX1; EMX2; EN1; EN2; ESX1L; EVX1; EVX2
- GBX1; GBX2; GSC; GSC2; GSX1; GSX2
- HDX; HESX1; HHEX; HLX1; HMBOX1; HMX1; HMX2; HMX3; HOMEZ; HOPX
- IRX1; IRX2; IRX3; IRX4; IRX5; IRX6; ISL1; ISL2; ISX
- LASS3; LASS5; LASS6; LBX1; LBX2; LHX1; LHX2; LHX3; LHX4; LHX5; LHX6; LHX8; LHX9; LMX1A; LMX1B; LOC340260
- MEIS1; MEIS2; MEIS3; MEOX1; MEOX2; MIXL1; MKX; MNX1; MSX1; MSX2
- NANOG; NANOGP1; NANOGP8; NKX2-2; NKX2-3; NKX2-4; NKX2-5; NKX2-8; NKX3-1; NKX6-1; NKX6-2; NKX6-3; NOBOX
- ONECUT1; ONECUT2; ONECUT3; OTP; OTX1; OTX2
- PAX3; PAX4; PAX6; PAX7; PAX7B; PBX1; PBX2; PBX3; PBX4; PDX1; PHOX2A; PHOX2B; PITX1; PITX2; PITX3; PKNOX1; PKNOX2; POU1F1; POU2F1; POU2F2; POU2F3; POU3F1; POU3F2; POU3F3; POU3F4; POU4F1; POU4F2; POU4F3; POU5F1; POU5F1P1; POU5F1P4; POU5F2; POU6F2; PROP1; PRRX1; PRRX2
- RAX; RAXL1; RHOXF1; RHOXF2
- SATB1; SATB2; SEBOX; SHOX; SHOX2; SIX1; SIX2; SIX3; SIX4; SIX5; SIX6
- TCF1; TCF2; TGIF1; TGIF2; TGIF2LX; TGIF2LY; TITF1; TLX1; TLX2; TLX3; TSHZ1; TSHZ2; TSHZ3
- VAX1; VAX2; VENTX; VSX1; VSX2
- ZFHX2; ZFHX3; ZFHX4; ZHX1

## Mutazioni
Eventuali mutazioni ai geni dell'omeobox possono produrre cambiamenti fenotipici eclatanti.
Due esempi di mutazioni nel homeobox nel su menzionato moscerino della frutta consistono nella comparsa di zampette dove si trovano normalmente le antenne (antennapedia), e un secondo paio di ali (mutante Bithorax).
La duplicazione dei geni homeobox può produrre nuovi segmenti corporei, e sembra che queste duplicazioni siano state importanti nell'evoluzione degli animali segmentati. Tuttavia, i geni Hox tipicamente determinano l'identità dei segmenti corporei.
È interessante notare che vi è un insetto del sottordine degli imenotteri sinfiti, (la "sawflies xyelid"), nel quale sia entrambe le antenne sia la parte corrispondente alla bocca hanno una struttura notevolmente simile a quella delle gambe Questo non è raro in artropodi come tutte le appendici degli artropodi sono omologhi.

## Regolazione
La regolazione dei geni Hox è estremamente complessa e coinvolge reciproche interazioni, per la maggior parte inibitorie. La mosca Drosophila utilizza i complessi di proteine Polycomb e Trithorax per mantenere l'espressione dei geni Hox dopo la "down-regulation" della regola del paio e dei geni gap che avviene durante lo sviluppo larvale. Le proteine del gruppo Polycomb possono silenziare i geni HOX, grazie alla modulazione della struttura della cromatina.